# 레닌봉
레닌봉(키르기스어: Ленин Чокусу, 타지크어: қуллаи Ленин, 러시아어: Пик Ленина)은 파미르고원의 산으로 높이는 7,134m이다. 키르기스스탄-타지키스탄 국경에 위치한다. 타지키스탄에서는 이븐시나봉(타지크어: қуллаи Абӯалӣ ибни Сино)이라고 부른다.
1871년에 처음 발견되었으며 당시에는 러시아 제국의 투르키스탄 총독을 역임한 콘스탄틴 폰 카우프만에서 이름을 딴 카우프만산으로 명명되었다. 1928년에는 소련을 건국한 러시아의 사회주의 혁명가인 블라디미르 레닌에서 이름을 딴 레닌봉으로 이름을 바꿨다. 2006년 7월에는 타지키스탄 정부가 봉우리의 이름을 페르시아의 철학자, 의학자인 이븐 시나에서 이름을 딴 이븐시나봉으로 명명했다.

## 같이 보기
- 이스모일소모니봉
- 코르제넵스카야봉